# Combat de Kapelle-op-den-Bos
Guerre des Paysans
Batailles
- Saint-Nicolas
- 1er Boom
- Merchtem
- Zele
- Malines
- 2e Boom
- Hooglede
- Moorslede
- Zonnebeke
- 1er Diest
- 1er Louvain
- Alost
- Turnhout
- Enghien-Hal
- Hérinnes
- Audenarde
- Leuze
- 2e Louvain
- Ingelmunster
- Duffel
- Herentals
- Arzfeld
- Clervaux
- Amblève
- Stavelot
- Pollare
- Londerzeel
- Kapelle-op-den-Bos
- Bornem
- Meerhout
- 2e Diest
- 3e Diest
- Mol
- Jodoigne
- Marilles
- Beauvechain
- Hélécine
- Kapellen
- Meylem
- Hasselt

Le combat de Kapelle-op-den-Bos se déroule pendant la guerre des Paysans à Kapelle-op-den-Bos.

## Déroulement
Le 3 novembre 1798, quelques heures après le combat de Londerzeel, une deuxième colonne républicaine commandée par le chef de brigade Meinzweig sort de Bruxelles à 9 heures du soir. Pour Auguste Orts, elle est forte d'une centaine d'hommes de la 51e demi-brigade et de 15 gendarmes à cheval, d'après Gebruers et Paul Verhaegen, elle compte plusieurs centaines d'hommes et six canons. 
Après avoir suivi le canal de Willebroeck sur sa rive gauche, le détachement arrive à Kapelle-op-den-Bos à trois heures du matin. Les Républicains surprennent la compagnie d'insurgés placée aux avant-postes et dont le chef est tué. Les rebelles se réfugient alors dans les maisons où ils opposent une plus forte résistance, mais les Républicains en viennent à bout en incendiant au moins neuf habitations. Les insurgés se replient sur Tisselt où les Français mettent encore le feu à 10 maisons. Alors qu'ils gagnent Willebroeck, les Républicains sont assaillis par 300 paysans commandés par Emmanuel Rollier. Ces derniers ouvrent le feu, embusqués sur les deux rives du canal. Les Français reculent et Meinzweig décide de battre en retraite, la colonne regagne Bruxelles à 6 heures du soir. Les deux camps revendiquent ensuite la victoire,.